# Lepidoneiva erubescens
Lepidoneiva é um gênero de mariposas da subfamília Arctiinae.
É considerado um gênero monotípico, e contém a espécie única Lepidoneiva erubescens, que é encontrada na América do Sul, principalmente no Brasil.